# Hermandad de las Marismas
La hermandad de las Villas de la Marina de Castilla con Vitoria o simplemente hermandad de las Marismas era una federación de los principales puertos del mar Cantábrico que conformó un poder naval de primer orden al servicio de la Corona de Castilla, manteniendo autonomía en sus relaciones comerciales internacionales y, en algunos casos, llegando a enfrentamientos bélicos con franceses e ingleses.

## Creación
El 4 de mayo[cita requerida] de 1296 las villas de las costas cántabra y vascas forman, para defender sus intereses comunes, la hermandad de la
Marina de Castilla con Vitoria, que sería conocida como Hermandad de las Marismas. La formaron inicialmente Santander, Laredo, Castro-Urdiales, Bermeo, Guetaria, San Sebastián, Fuenterrabía y Vitoria. En 1297 se les une San Vicente de la Barquera, que también constituyó la Hermandad de las Cuatro Villas junto a los otros tres principales puertos montañeses de la época. La sede central se establece en Castro-Urdiales.

## Objetivos

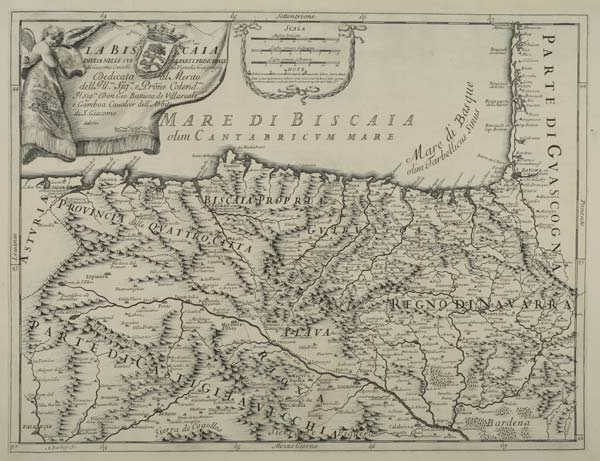
Provincia delle Qvattro Citta en 1696 por el cartógrafo Giacomo Cantelli da Vignola.

La finalidad de la hermandad es organizarse para defender sus intereses y derechos frente al rey, para así conservar los derechos y exenciones que habían ganado por su participación en la Reconquista de Andalucía. 
Además es una herramienta para evitar conflictos entre los puertos cantábricos en sus relaciones comerciales con el Reino de Francia, el Reino de Inglaterra y Flandes. Los principales puntos para conseguirlo son:
- Mantener los privilegios de cada una de las villas.
- Respetar los acuerdos internacionales de Castilla.
- Buscar soluciones en lugar neutral a los conflictos que se presenten entre las villas de la hermandad.
- Defenderse mutuamente comprometiéndose a tomar represalias contra quien ataque a uno de sus miembros y a pagar entre todas los daños injustos que se puedan causar por defender los derechos pactados.

Viene a ser una organización similar a la famosa Liga Hanseática.

## Acciones notables
Los enfrentamientos entre los navíos de la Hermandad y los ingleses de Bayona son continuos.
- 1338 y 1339: la hermandad facilita barcos a Felipe VI de Francia en su guerra contra los ingleses (guerra de los cien años).
- 1351: el 1 de agosto, en el puerto de Swyne, se firma un acuerdo de paz entre la hermandad y Eduardo III de Inglaterra tras la batalla de Winchelsea.
- 1450: la hermandad se enfrenta al condestable Pedro de Velasco, que pretende cobrar los diezmos reales en los puertos de la costa cantábrica.
- 1473: por un pacto directo entre la hermandad y el rey Eduardo IV de Inglaterra, navíos de la hermandad combaten en aguas de Inglaterra en la guerra de las Dos Rosas.

## El final de la hermandad
Después de dos siglos de historia, la hermandad desaparece con el advenimiento de los Reyes Católicos por la creación del Consulado de Burgos en 1494, en el que resigna sus poderes la Junta de Castro-Urdiales.
La última señal de su existencia es cuando en 1481 ofrece al contador Alonso de Quintanilla naves para la empresa contra el Turco.